# Alan Gampel
Alan Gampel, né en 1964, est un pianiste et musicologue classique américain.

## Biographie
Alan Gampel est issu d’une famille d’artistes qui comprend la célèbre claveciniste Wanda Landowska, et joue dès sept ans des variations de Beethoven sur la scène de l'Hollywood Bowl. À seize ans, il reçoit le Presidential Award à la Maison-Blanche puis il intègre l'université Stanford dont il sort diplômé de musique et d’histoire à l'âge de dix-neuf ans.
Alan Gampel est un pianiste concertiste,, et docteur en musicologie en 2015 à Paris-IV. Il a publié de nombreuses articles dans des revues scientifiques durant ses recherches. 
En 2000, il crée la fondation « Joy2Learn » aux États-Unis avec l’objectif de créer des vidéos de grands artistes tels que Richard Serra en sculpture et Wynton Marsalis en Jazz, destiné aux écoles, gratuit, via l’internet. La mission de la Fondation Joy2Learn est de disséminer ces présentations et demonstrations auprès des élèves qui n’ont pas accès. En 2004, il fonde le Festival de musique franco-américaine à Thiais, France et en 2016, il crée un conservatoire de musique à Paris (le maxi conservatoire de Massillon) dont il est toujours directeur. En 2019 il démarre un projet de recherche pour mesurer l’impact de la pratique musicale précoce (dès l’âge de 5 ans) sur l’apprentissage scolaire des enfants de quartiers défavorisés : Les Bonnes Notes. Il donne des classes de maître et des cours avec concerts destinés aux écoliers et aux collégiens,,.
Il fait ses débuts en France avec l'Orchestre de Paris en 1993 salle Pleyel.
Il participe notamment à des émissions télévisées, comme Musiques au cœur, Bouillon de culture ainsi qu'à des émissions de radio sur France Culture, France Musique, Radio Classique.

## Prix et distinctions
- 1991 : lauréat à l'unanimité du prix Mozart au concours international de Dublin[13].
- 1992 : prix du concours international de Naumburg
- 1995 : prix Chopin au concours international de piano Arthur Rubinstein[14]

## Publications
- « The Origins of Musical Notation in the Abrahamic Religious Traditions », Age of Transition, Byzantine Culture in the Islamic World, Metropolitan Museum of Art Publication, Yale University Press, 2015, p. 144-159[15]
- « A Greek Christian Liturgical Hymn », avec Céline Grassien, Bulletin of the American Society of Papyrologists, vol. XLIX, 2012, p. 31-40[16]
- « Papyrological Evidence of Musical Notation from the 6th to the 8th centuries », Musica Disciplina, American Institute of Musicology, vol. LVII, 2012, p. 5-50[17]

## Discographie
Alan Gampel enregistre des sonates de Beethoven, des œuvres variées de Chopin dont les variations La ci darem la mano, les sonates monumentales en si mineur de Liszt et de Chopin et trois œuvres majeures russes de Moussorgski, Stravinski et Prokofiev.